# 스파

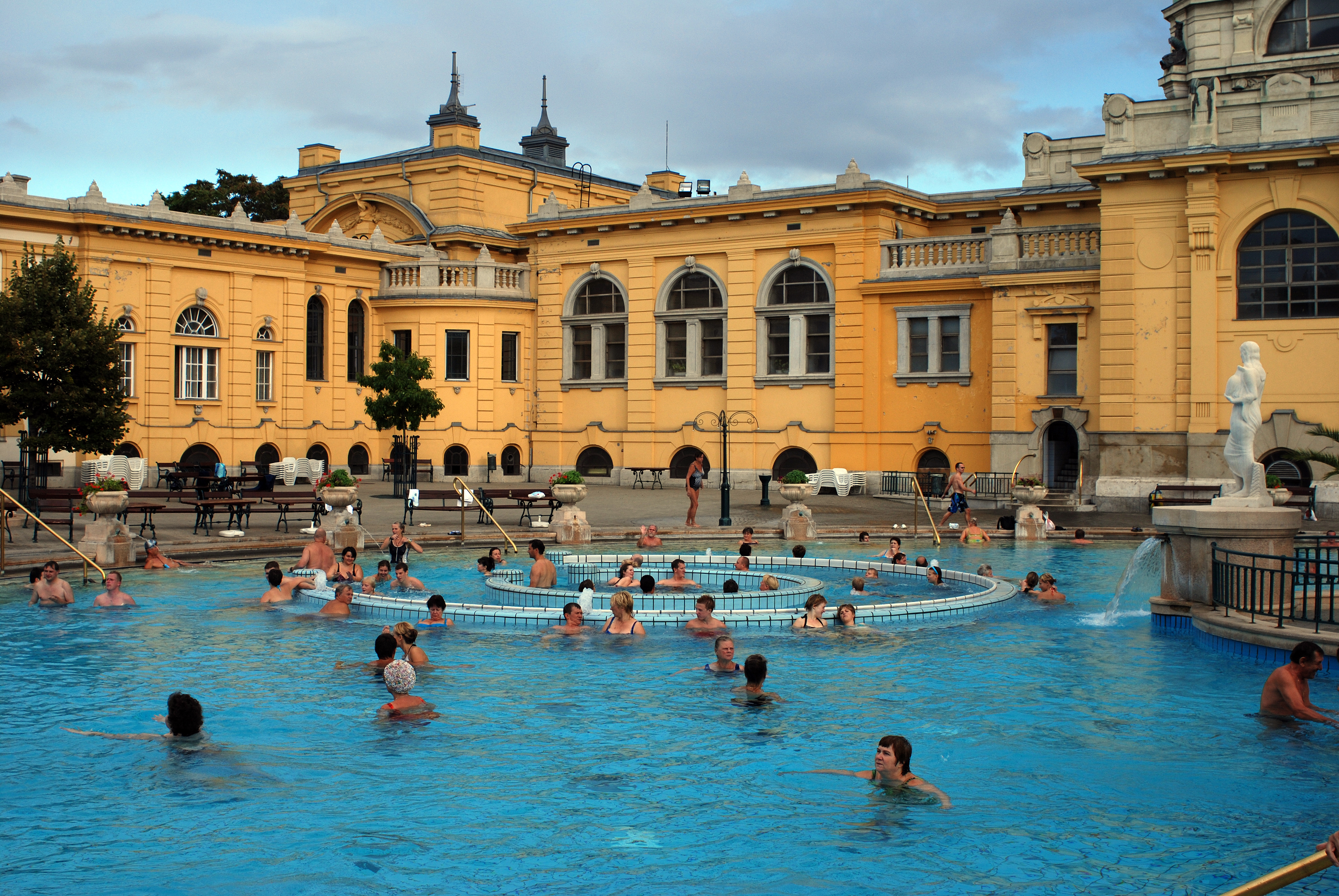
부다페스트의 스파

스파(영어: spa)는 물을 이용해 건강 증진 및 질병 치료를 가리키는 말이었다. 최근에는 그 의미가 마사지를 포함하여 미용 분야까지 확대되었다.

## 역사
스파 치료는 물로 목욕을 하는 것이 질병 치료에 대중적인 수단으로 간주되었던 고대 시대 이후로 존재해왔다.

## 용어
이 용어의 유래에는 두가지 설이 있다. 벨기에의 리에주주의 온천으로 유명한 도시 스파에서 비롯되었다는 설과 프랑스어 'sante per aqua(건강에 좋은 물)'의 머리글자를 따온 것이라는 설이 있다. 로마 시대은 이 지역을 Aquae Spadanae로 불렸다. (축축하게 한다는 뜻의 라틴어 낱말 “spargere”과 혼동될 수 있음)

## 같이 보기
- 사우나